# サンダー・ロード・フィルムズ
サンダー・ロード・フィルムズ（Thunder Road Films）は、Basil Iwanykが設立した映画・テレビ番組の資金調達・製作会社。カリフォルニア州サンタモニカに拠点を置いている。

## 経営
プロデューサーのBasil Iwanykは、2000年代半ばに映画・テレビ番組の資金調達・製作会社であるThunder Road Filmsを設立した。 2012年1月には、ワインスタイン・カンパニーを退職したピーター・ローソンが、サンダー・ロード社の製作担当社長に就任したが、2014年1月にオープン・ロード・フィルムズの製作・収蔵作品管理担当の執行副社長に就任するために退職した。2014年10月現在、ジョナサン・ファーマンがサンダー・ロード社のビジネス担当執行副社長（EVP）を務めている。

## 提携
2011年7月、ワーナー・ブラザース・テレビジョンとの提携を解消したサンダー・ロード社は、テレビ番組の企画開発のためにソニー・ピクチャーズ テレビジョンとファーストルック契約を締結した。
2013年5月、サンダー・ロード社はCutting Edge Groupと契約を結び、同社の映画音楽スレートに資金を提供することになり、そこから最初にカバーされた映画が『ジョン・ウィック』であった。
2014年6月、Thunder RoadとChristian AngermayerのFilm House Germanyは、プロジェクトを企画開発するためのThunder Road社の資金力を強化する契約に署名した。2014年10月、Thunder Road社とPalmStar Mediaは、Thunder Roadが毎年2億ドルを受け取り、1年以内に5〜6本の予算2,000万〜5,000万ドルのインディーズ映画に融資するという契約を締結した。また、これにより同社がより大規模なスタジオプロジェクトの開発・製作に共同出資することも可能となる。
2015年5月、Thunder Roadは、Cutting Edge Groupおよびその投資部門であるConductとのスレート契約を更新した。Conductは、各プロジェクトのオリジナル楽曲のIP権と引き換えに、映画やテレビ番組の音楽予算を出資している。
2020年9月、Thunder Roadは、今後3年間で12本の映画を製作することを目的として、Redbox社と合弁会社「Asbury Park Pictures」を設立した。映画の予算は1,000万ドルから1,200万ドルの範囲で、Redboxキオスクやオンデマンドサービスで配信するとしている。

## 製作
サンダー・ロード社は2006年から映画を製作し始め、2006年の『ファイヤーウォール』と『マーシャルの奇跡』、2009年の『クロッシング』、2010年の『タイタンの戦い』と『ザ・タウン』を製作した。また、同社は『エクスペンダブルズ』シリーズの3作品の製作にも関与した。『タイタンの戦い』の続編である『タイタンの逆襲』も同社が製作し、2012年に公開された。

## フィルモグラフィ

### 映画
| 公開年 | 邦題 原題                                                                | 備考 |
| ------ | ------------------------------------------------------------------------ | ---- |
| 2006   | ファイヤーウォール Firewall                                              |      |
| 2006   | マーシャルの奇跡 We Are Marshall                                         |      |
| 2008   | ロストボーイ：ニューブラッド Lost Boys: The Tribe                        |      |
| 2009   | クロッシング Brooklyn's Finest                                           |      |
| 2010   | タイタンの戦い Clash of the Titans                                       |      |
| 2010   | ザ・タウン The Town                                                      |      |
| 2010   | ロストボーイズ：サースト Lost Boys: The Thirst                           |      |
| 2012   | タイタンの逆襲 Wrath of the Titans                                       |      |
| 2014   | ジョン・ウィック John Wick                                               |      |
| 2014   | セブンス・サン 魔使いの弟子 Seventh Son                                  |      |
| 2015   | ボーダーライン Sicario                                                   |      |
| 2016   | キング・オブ・エジプト Gods of Egypt                                     |      |
| 2017   | ジョン・ウィック:チャプター2 John Wick: Chapter 2                        |      |
| 2017   | ウインド・リバー Wind River                                              |      |
| 2017   | エジソンズ・ゲーム The Current War                                       |      |
| 2017   | リミット・オブ・アサシン 24 Hours to Live                                |      |
| 2018   | ボーダーライン: ソルジャーズ・デイ Sicario: Day of the Soldado           |      |
| 2018   | ホテル・ムンバイ Hotel Mumbai                                            |      |
| 2018   | プライベート・ウォー A Private War                                       |      |
| 2018   | フッド: ザ・ビギニング Robin Hood                                        |      |
| 2019   | ジョン・ウィック:パラベラム John Wick: Chapter 3 - Parabellum            |      |
| 2019   | THE INFORMER/三秒間の死角 The Informer                                   |      |
| 2020   | エンドレス Endless                                                       |      |
| 2020   | Bruised                                                                  |      |
| 2020   | グリーンランド -地球最後の2日間- Greenland                               |      |
| 2021   | ヴォイジャー Voyagers                                                    |      |
| 2022   | ザ・コントラクター The Contractor                                        |      |
| 2022   | Monkey Man                                                               |      |
| 2023   | ジョン・ウィック:コンセクエンス John Wick: Chapter 4                     |      |
| 2023   | Black Site                                                               |      |
| 2025   | バレリーナ:The World of John Wick From the World of John Wick: Ballerina |      |
| 未定   | ジョン・ウィック：第5章                                                  |      |
| 未定   | Text for You                                                             |      |

### テレビ
| 公開年 | タイトル                      | 備考 |
| ------ | ----------------------------- | ---- |
| 2015   | メッセンジャー The Messengers |      |
| 2020   | 逃亡者 The Fugitive           |      |